# Roger Parent
Roger Parent (Parijs, 21 augustus 1881 - Elsene, 21 januari 1986) was een kunstschilder, graficus en beeldhouwer. Hij was afkomstig uit Parijs, woonde vanaf 1902 hoofdzakelijk in België en was in beide landen als kunstenaar actief. Hij behoorde tot de groep van de "Brabantse fauvisten". Hij schilderde vooral landschappen, naakten, stillevens en interieurs.
Gedurende zijn hele carrière worden zijn schilderijen gekenmerkt door zijn zoektocht naar kleurcontrasten en lichteffecten. Door zijn gedurfde kleurenkeuzes en sterke penseelstreken wordt hij beschouwd als een belangrijke vertegenwoordiger van het Brabants fauvisme.

## Biografie
Roger Parent werd geboren in Parijs. Hij studeerde aan de School voor Decoratieve Kunsten, met Louis Ménard, de landschapsschilder van Barbizon, als leraar. Tevens volgde hij lessen aan het vrije atelier aan de Rue Marcadet in Montmartre. Samen met René Pirola en André Deslignères, die hij kende van het vrije atelier, schilderde Roger Parent landschappen rond Montmorency en Sarcelles in de stijl van de school van Barbizon.
Uit financiële overwegingen koos hij beroepshalve voor een opleiding "fotorétouche" en begon te werken als fotoretoucheur.
In 1902 trok Roger Parent naar Brussel waar hij als fotobewerker actief was. Hij bleef echter schilderen. Hij voelde zich vlug thuis in het Brabantse artistieke milieu rond Oleffe, Schirren, Wouters en vooral Dehoy, met wie hij in 1903 in Linkebeek bevriend raakte. Hij liet de banden met Parijs niet los en dat zou gedurende zijn ganse leven zo blijven. Hij nam in 1904 deel aan het Parijse salon van "Les Indépendants", waarvan hij trouwens officieel lid was. Hij stelde er landschappen van de oevers van de Seine en de heuvels van Val d'oise tentoon. Hij ontmoette er andere kunstenaars en belangrijke personen van die tijd zoals Guillaume Apollinaire, Pierre Mac Orlan, Henri Jourdain, Jacques Villon et Suzanne Valadon, van wie hij er reeds voordien een aantal kende.
Hij huwde in 1905 met Clara (Claire) Dehoy, de zuster van Charles Dehoy. Roger Parent woonde net als zijn schoonbroer Charles Dehoy in Drogenbos en vertoefde samen met de andere kunstenaars uit de omgeving in de groep kunstenaars rond de brouwer-mecenas François van Haelen in de 'Put van Kalevoet' (Linkebeek). Zij werden aanvankelijk de "Calevoeters" of "Zenneschilders" genoemd, later zullen ze de "Brabantse fauvisten" genoemd worden. In die groep stond hij bekend als "de Parijzenaar". Door zijn Parijse afkomst en connecties was hij zeer goed op de hoogte van de laatste esthetische revoluties.
Rond 1910 keerde hij voor vier jaar naar Parijs terug, het fotoretoucheren bleek er winstgevender te zijn dan in Brussel.
Vertrekkend van een synthetisch impressionisme in de stijl van de Nabisten, evolueerde hij vanaf 1910 naar een zuiver irrealistisch coloriet van vormelijke schema’s onder invloed van Gauguin, met vrouwelijke gestalten, omlijnd door zwarte trekken in een idyllische, tijdloze omgeving.
Hij nam in Parijs deel aan de exposites zoals de "salon d’Automne" en "Les Indépendants".
In 1914 vestigde hij zich definitief in België. Hij werkte uitsluitend in de eigen omgeving rond Brussel, net zoals de meeste van zijn vroegere vrienden. De vier jaar in Parijs zouden hem evenwel van hen onderscheiden. Het werk van Roger Parent was veel decoratiever, met veel minder nadruk op het rationele. Hij beschouwde zijn schilderijen als ritmische schikkingen van kleuren en lijnen.
Tijdens de Eerste Wereldoorlog kreeg hij in Brussel onderdak bij de oudere kunstenares Berthe Art. Zij gaf teken- en aquarellessen aan meisjes uit de betere kringen. Parent verkocht aan hen schetsen voor slechts vijf frank per stuk en werd later ook hun tekenleraar, waarvoor hij twintig frank per les vroeg.
Zijn werk van 1914 tot 1916 was een meer impressionistische stijl die verzacht werd door een groter aandacht voor het constructieve element.
In 1916 wordt het werk van Parent beredeneerder onder invloed van Cézanne. Hij behield echter de gedurfde kleuren van de fauvisten, die nuttig waren in zijn streven naar synthese. Dit vreemde mengsel van esthetische kunstvormen bracht de kritiek in verwarring: "hij voelt zich rechtstreeks verbonden met de groep van de grote kunstenaars die op de Primitieven terugvallen: Denis, Matisse, Bonnard, enz. die het impressionisme hebben verlaten omdat deze techniek voor hen niet de meest geschikte was gebleken."
Een serie van grote naakten in de jaren 1916-1917, duidelijk beïnvloed door de "Baigneuses" van Cézanne, wordt beschouwd als zijn hoogtepunt.
De ontwikkeling van Parent werd volgens Paul en Luc Haesaerts beschouwd als een “een typisch voorbeeld van de algemene ontwikkeling van het Vlaamse fauvisme, waarin na Wouters het evenwicht werd verbroken, ten gunste van een samenspel van innerlijke en uiterlijke tendensen die haaks op het impressionisme staan".
In 1920 maakte hij kennis met het werk van Rembrandt en werd zijn kleurenpalet voorgoed donkerder. In sommige van zijn werken is invloed van het kubisme van Braque en Picasso duidelijk merkbaar.
In 1921 kreeg hij voor het eerst een solo-tentoonstelling, in de Galerie Georges Giroux, in 1922 exposeerde hij daar tweemaal in een groepstentoonstelling.
In 1922 nam hij ook deel aan de Biënnale van Venetië en op de tentoonstelling "Hedendaagse Kunst" in Antwerpen.
In 1927 verwierf het Koninklijk Museum voor Schone Kunsten een werk van hem, "De Hoed" uit 1925.
In 1929 exposeerde hij opnieuw bij de Galerie Georges Giroux.
Vanaf 1930 exposeerde hij nog zeer zelden. Hij werkte in de luwte, alleen. De kunstcriticus, hoogleraar en latere directeur van het Museum voor Schone Kunsten, Paul Fierens bleef hem volgen.
In 1936 hield hij een persoonlijke tentoonstelling van zijn werken in Brussel.
In 1971 vond, ter gelegenheid van zijn negentigste verjaardag, een grote retrospectieve plaats in het Stedelijk Museum voor Kunst en Geschiedenis van Saint-Denis, met 150 van zijn werken.
Ter gelegenheid van deze tentoonstelling verscheen het boek met Roger Parent als auteur: "Peintures et dessins 1909-1963, Musée municipal d'Art et d'Histoire, Saint Denis-93". De titel van het boek en tentoonstelling is waarschijnlijk de reden waarom vele bronnen zijn overlijdensdatum in 1963 situeren.
Hij overleed op 21 januari 1986 in Elsene op de leeftijd van 104 jaar.

## Musea
Zij werk is aanwezig in veel particuliere verzamelingen en in verschillende musea.
Zijn "zelfportret met de grote zwarte hoed" behoort tot de collect van het Palais des Beaux-arts in Rijsel.
Zijn werk "De Hoed" (1925) is in het bezit van de Koninklijke Musea voor Schone Kunsten van België.
Het "Portret van Berthe" (1917) hangt in het Museum van Elsene.

## Algemene Bronnen
Serge Goyens De Heusch: "Het impressionisme en het fauvisme in België". Mercatorfonds ISBN 9789061531807
"De Brabantse Fauvisten", Gemeentekrediet van België,1979
Bolez Art "Roger PARENT (1881-1963) Personnages Cubistes 1925 Art Déco" https://www.bolezart.com/produit/roger-parent-1881-1963-personnages-cubistes-1925-art-deco
met uittreksels van:
- Dictionnaire "petits maîtres de la peinture"
- Bénézit, sur Oxford Art Online, 2011 (ISBN 9780199773787)

Mignot Institut (mignot-institut-expertise.com) Roger Parent
Estimation et cote de Roger PARENT | Expertise gratuite (mr-expert.com)
Profiel RKD – Netherlands Institute for Art History
Piron 1999, vol. 2, p.1036